# PTE 아카데믹 영어시험
PTE 아카데믹 영어시험(Pearson Test of English Academic)은 컴퓨터 응시를 기반으로 하는 국제 영어능력 평가 시험이다. 이 테스트는 대학교, 고등교육기관, 정부기관, 그리고 대학 수준의 영어를 요구하는 기타 기관 등 다양한 실제 생활에서 필요한 컨텐츠를 반영하여 구성한 시험이다.
시험은 총 3시간에 걸쳐 진행되며, 말하기와 쓰기, 읽기, 듣기 능력을 정확하고 과학적으로 측정한다. 성적은 응시 날짜로부터 5일 후 인터넷으로 확인 가능하며, 원하는 대학 및 교육기관으로 무료 전송할 수 있다.
이 시험은 현재 미국, 영국, 중화민국, 홍콩, 인도, 중국, 캐나다, 호주 등 전 세계 21여개국에서 시행 중이며, 영국의 런던 비즈니스 스쿨, 미국의 예일대, 캘리포니아 대학교, 프랑스의 INSEAD, 스페인의 IESE 등의 대학과 경영 대학원으로부터 인정받고 있다.
PTE 아카데믹 영어시험은 PLT (Pearson Language Tests)가 GMAT를 주관하고 있는 GMAC(Graduate Management Admission Council)과의 협조 하에 개발하였으며, 모 회사인 Pearson은 교육, 시험, 비즈니스 정보, 출판 등의 분야의 미디어 회사이다.

## 시험 구성
PTE 아카데믹 영어 시험은 학술적인 영어의 듣기, 읽기, 말하기 그리고 쓰기 능력을 측정하는 컴퓨터 기반 테스트로 3시간 안에 풀수 있으며 테스트 형식은 아래와 같다.
| 파트                  | 내용                 | 제한시간       |
| --------------------- | -------------------- | -------------- |
| Introduction          | 소개                 | 시간 제한 없음 |
| Part 1                | Writing and Speaking | 77~93분        |
| Part 2                | Reading              | 32~41분        |
| 선택 가능한 휴식 시간 | 10 분                | 10 분          |
| Part 3                | Listening            | 45~57분        |

시험은 총 3시간에 걸쳐 이루어지며 시험장 안에 다른 응시자와 같이 있다면, 보안상의 이유로 각각 다른 버전의 시험을 보게 된다. 휴식 시간 10분은 Part 2 가 끝나고 선택을 할 수 있으나 휴식시간을 취하지 않는다고 해서 추가로 10분이 추가되지는 않는다.
PTE Academic Test는 다른 시험과 달리 4개의 영역을 나누어서 하기보다 언어의 연결성을 고려, 이의 실력을 정확히 측정하기 위해 Writing 과 Speaking, Listening 과 Writing 에 연계성을 두고 측정을 하는 파트가 포함되어 있다. 전체적인 영어 실력을 측정하는 데 효율적인 테스트이므로 서로간에 연결성을 두고 특정하는 문제가 많다.4개 영역의 기본적인 특징은 다음과 같다.(시험보는 순서대로 설명)
Writing
주어진 주제에 대해 200~300 자의 영문 수필을 쓰는 문제와 한 문단의 내용을 하나의 문장으로 요약하는 문제 등이 나온다.
Speaking
들려준 문장을 청취자가 다시 말하는 문제와, 화면에 나오는 글을 읽는 문제, 그림이나 도표 설명하기, 강의 내용을 다시 요약하여 말하는 등의 문제가 출제된다.
Reading
다지선다형 문제, 문단 구조를 재구성 하는 문제, 빈칸에 알맞은 답을 넣는 문제, 문장 안에 적절한 답을 선택하는 문제 등이 출제된다.

Listening
들려준 내용을 짧게 요약해서 쓰기, 괄호 채우기, 다음에 나올 말 고르기, 받아쓰기 등의 문제 유형이 있다. 실제 영어로 이뤄지는 대학교 강의 내용이 나오거나, 라디오 방송 또는 다양한 아카데믹 배경의 영어 소재가 다루어진다.

## 시험 점수
PTE Academic Test의 경우 90점이 만점이며, 평균적으로 대학교 입학시에는 50~60점 정도의 점수를 요구한다. 다음의 그림은 다른 시험과 비교하여 나타낸 도표이다.
PTe Academic에서 개발한 위젯을 이용하면 한눈에 토플, 아이엘츠, PTE 아카데믹의 점수를 비교해볼 수 있다.
- 위젯 바로가기